# Aeroporto di Helsinki-Vantaa
L'aeroporto di Helsinki-Vantaa (IATA: HEL, ICAO: EFHK) è il maggior aeroporto dell'area metropolitana di Helsinki, nonché della Finlandia; è situato nella città di Vantaa, a 5 km dal suo centro Tikkurila e a 20 km dal centro della capitale Helsinki; nella ex provincia della Finlandia Meridionale. L'aeroporto è gestito da Finavia.
Esso è il 31° aeroporto europeo e il 4° tra quelli dei paesi nordici, circa il 90% del traffico internazionale finlandese passa da questo aeroporto. Nel 2015 ha avuto circa 16,4 milioni di passeggeri, di cui 13,8 internazionali e 2.6 domestici, gestendo in media 350 partenze al giorno.
L'aeroporto è hub della compagnia aerea di bandiera finlandese Finnair e della sua sussidiaria Nordic Regional Airlines. L'aeroporto gestisce 40 compagnie, di cui 28 di linea e 13 charter e offre 130 destinazioni in 45 paesi, inclusi 21 voli di lungo raggio verso l'Asia e il Nord America.[8]

## Terminal

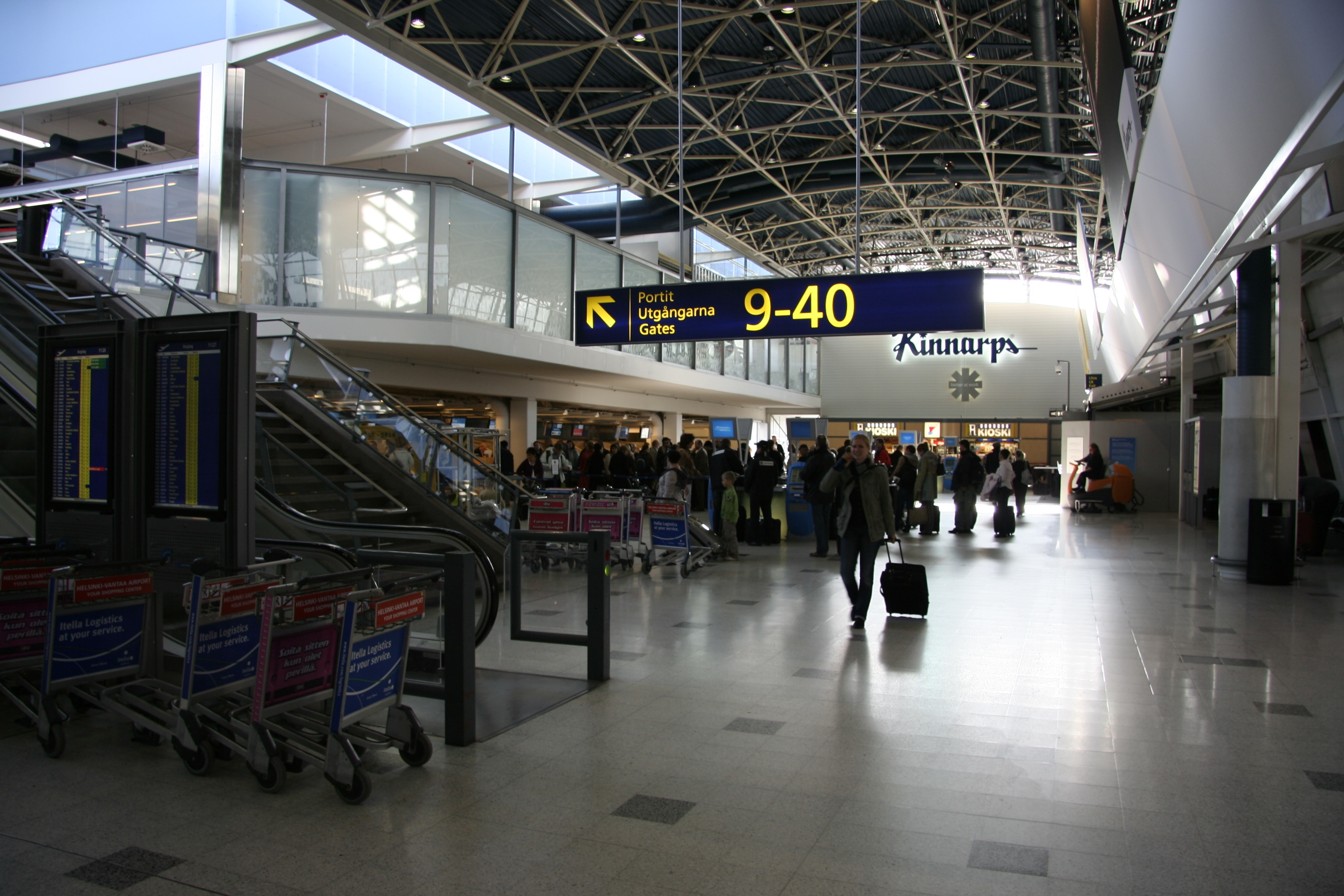
interno del terminal 1.

L'aeroporto è dotato di due terminal, collegati sia prima sia dopo i controlli sicurezza.

### Terminal 1
Il terminal 1 (gate 5-15) ha 11 gate di cui 4 dotati di finger. Questo terminal venne aperto nel 1952 ed è stato il primo costruito. Viene utilizzato dalle compagnie facenti parte di Star Alliance.

### Terminal 2
Il terminal 2 (gate 16-38) venne aperto nel 1969 ed è il più grande tra i due terminal; da questo terminal vengono operati tutti i voli lungo raggio. L'area dedicata ai voli extra-Schengen è stata ampliata nel 2009 permettendo di accomodare 8 aeromobili nello stesso momento. Il terminal è dotato complessivamente di 22 gate dotati di finger.

## Dati tecnici
Helsinki-Vantaa ha tre piste di decollo e atterraggio; le piste sono sufficientemente lunghe da poter consentire il traffico di aeromobili di grossa taglia. 

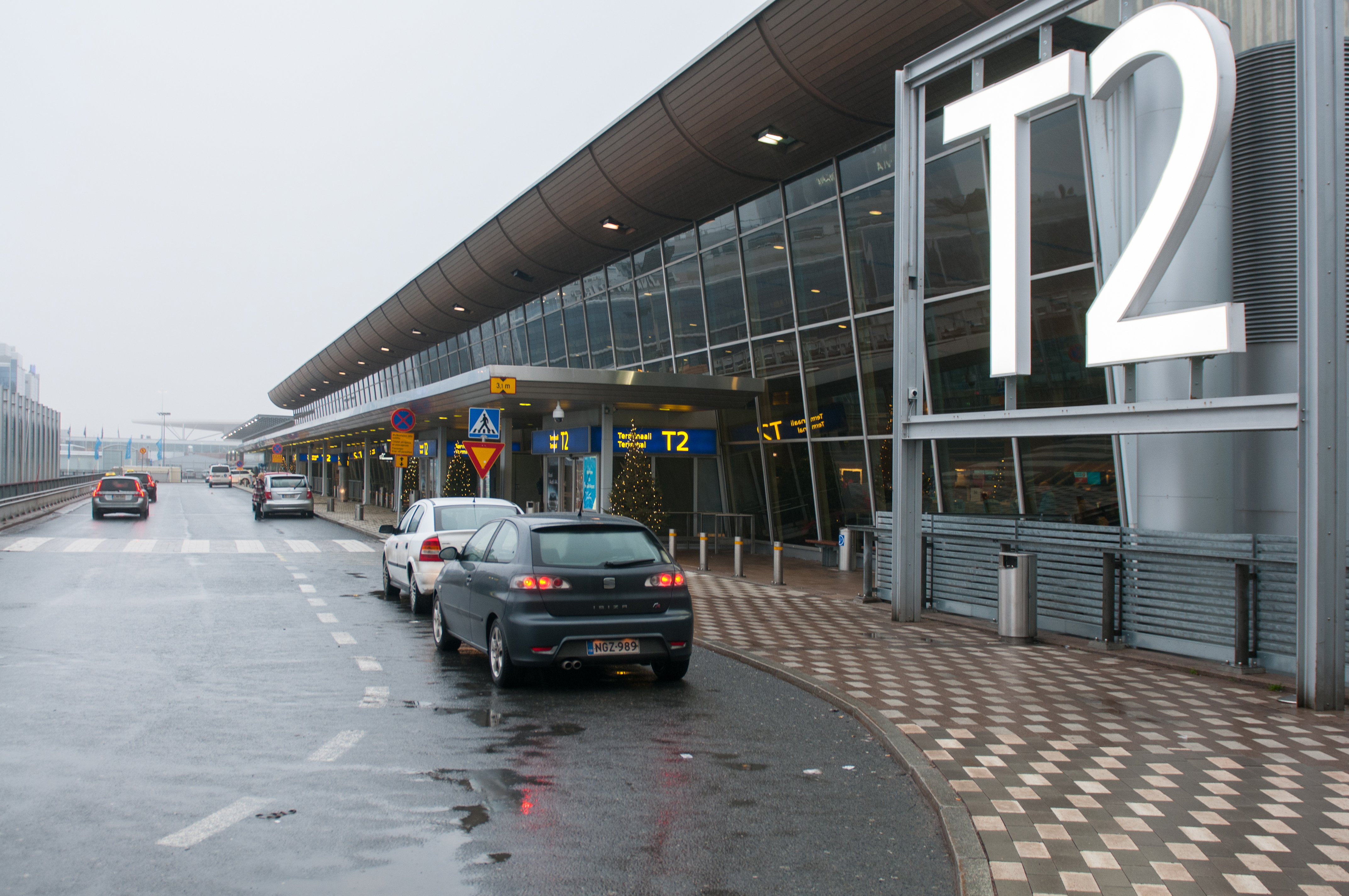
Esterno del terminal 2

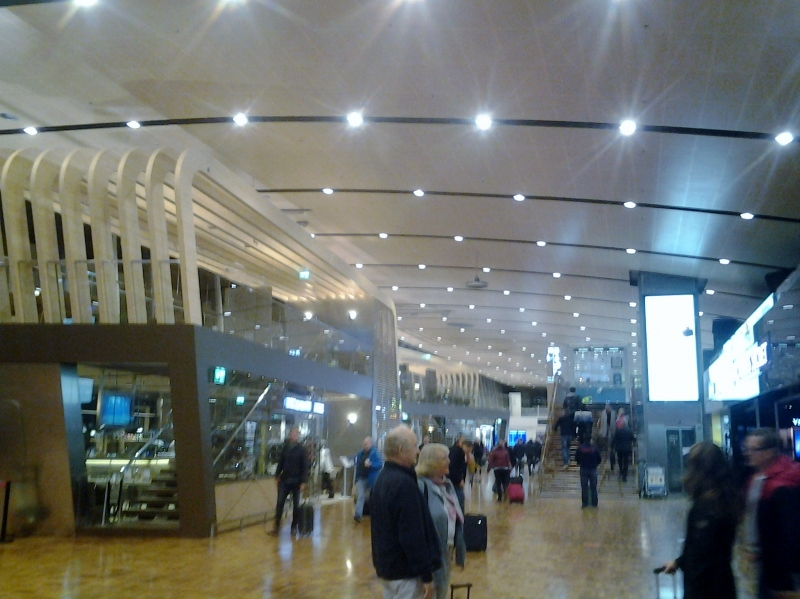
Interno del terminal 2

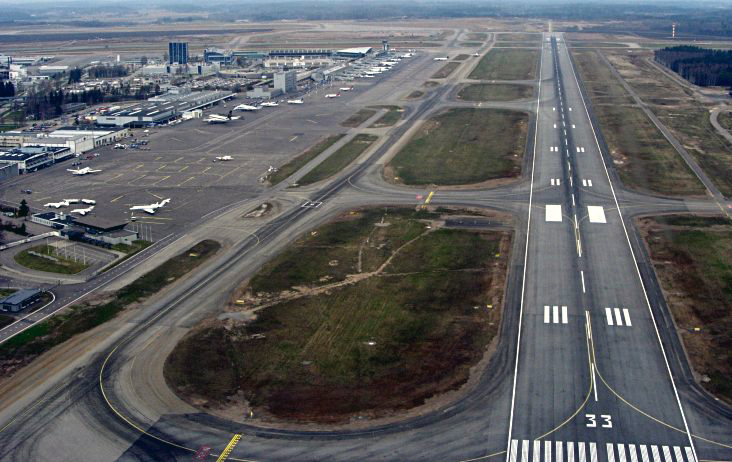
Pista di atterraggio 33 a Helsinki-Vantaa

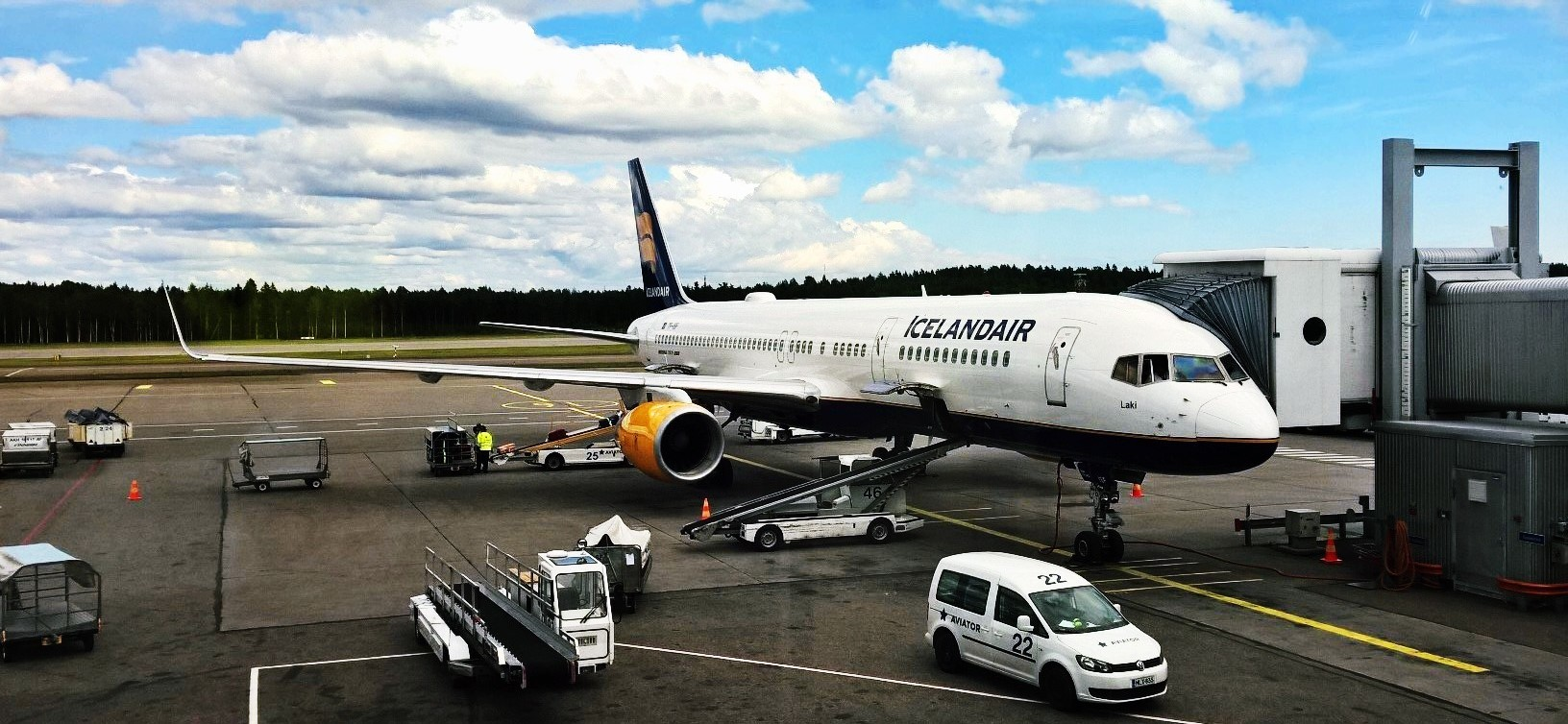
Boeing 757 Icelandair a Helsinki

## Trasporti terrestri

### Treno
Nel giugno 2015 è stata aperta la stazione ferroviaria dell'aeroporto servita dalla linee circolari I e P dei treni suburbani, con una frequenza di punta di 10 minuti. 
Il viaggio per Helsinki centrale dura 30 minuti e costa circa 5.50 €.
I treni I, in senso antiorario, fermano a Huopalahti, dove si può cambiare per i treni verso Turku.
I treni P, in senso orario, fermano a Tikkurila, dove fermano treni per Tampere, San Pietroburgo e Mosca. 

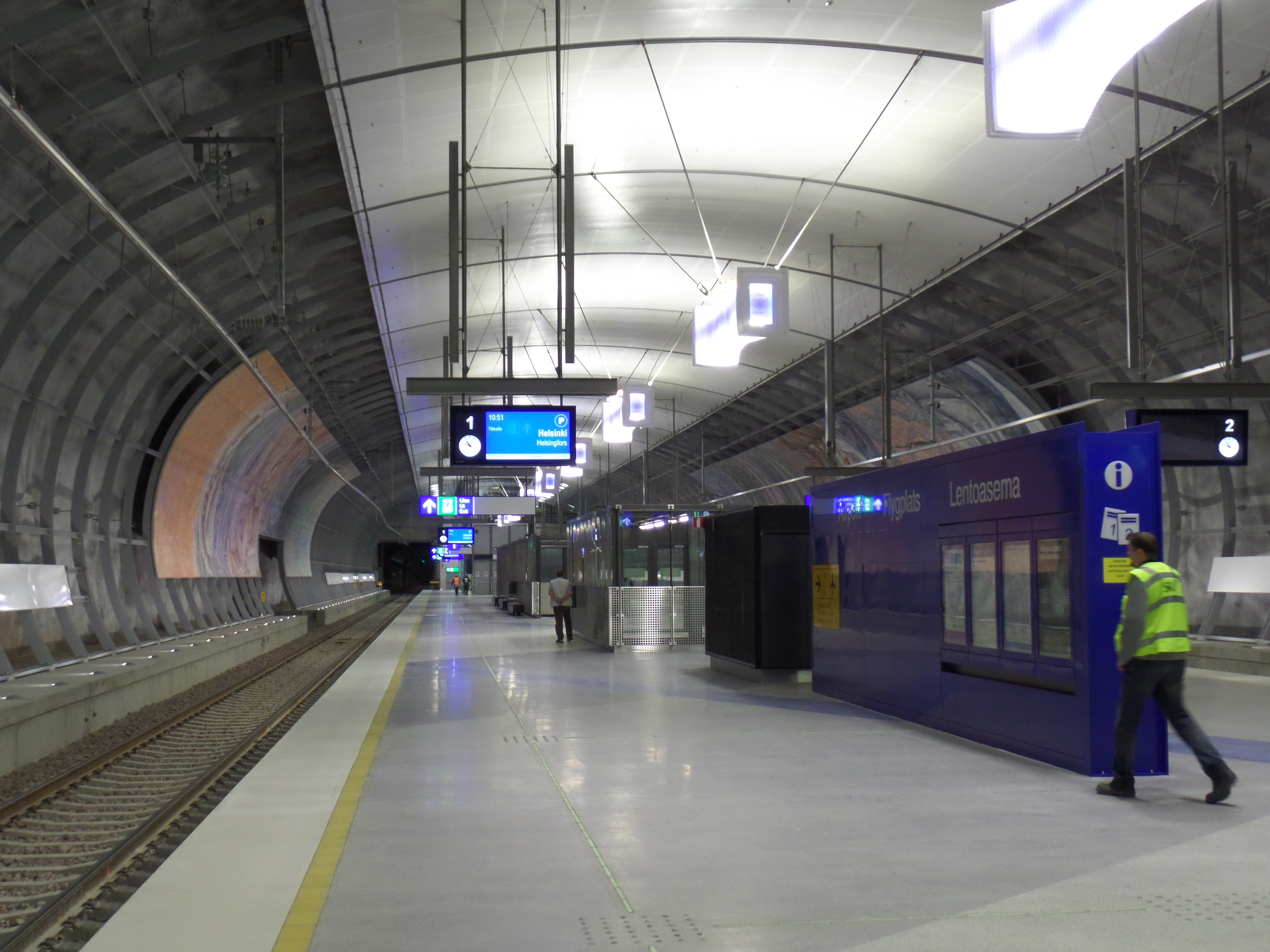
Binari stazione dell'aeroporto di Helsinki

### Taxi
Sono presenti taxi all'esterno dell'area arrivi di entrambi i terminal.

## Servizi
Negli ultimi anni nei pressi dell'aeroporto è stato creato un parco commerciale internazionale chiamato "Aviapolis", per cui molte aziende hanno attivato servizi e operazioni intorno all'aeroporto.